# Pachyloidellus fulvigranulatus
Pachyloidellus fulvigranulatus is een hooiwagen uit de familie Gonyleptidae.